# Hans Bertha
Johann Karl Anton „Hans“ Bertha (*  14. April 1901 in Bruck a. d. Mur; † 3. Jänner 1964 in Graz) war ein österreichischer Nationalsozialist, Psychiater und Universitätsprofessor, der sich in der Zeit des Nationalsozialismus maßgeblich an der Tötung von Patienten von Heil- und Pflegeanstalten beteiligt hat.

## Sein Leben bis 1938
Bertha absolvierte an der Universität Graz das Studium der Medizin und promovierte 1926 zum Dr. med. In den Jahren 1923 bis 1924 arbeitete er am Institut für pathologische Anatomie, in der Folge bis 1926 an der Psychiatrisch-neurologischen Klinik in Graz. Von 1926 bis 1929 diente er in physiologischen Institutionen in Tübingen und Berlin als Assistent, im Jahr 1929 kehrte er als Assistent an die Grazer Psychiatrisch-neurologische Klinik zurück. Seit 1932 gehörte er dem antisemitischen Steirischen Heimatschutz an. Zum 1. März 1933 trat er der NSDAP (Mitgliedsnummer 1.521.286) und April 1937 der SS (SS-Nummer 304.193) bei, in der er 1942 zum SS-Obersturmführer aufstieg.

## Seine Mitarbeit in der NS-Euthanasie
1938 erfolgte die Habilitation Berthas für Psychiatrie und Neuropathologie beziehungsweise Neurologie. Von 1938 bis 1945 bekleidete Bertha das Lehramt für „Menschliche Erblehre als Grundlage der Rassenhygiene“ an der Universität Graz, von 1938 bis 1940 übernahm er die kommissarische Leitung der psychiatrisch-neurologischen Klinik. Auch war er Mitglied des NS-Dozentenbundes.
Ab 1940 war Bertha als T4-Gutachter für die Aktion T4 tätig, wodurch Anstaltspatienten im Rahmen der so genannten Euthanasie in Tötungsanstalten, wie der NS-Tötungsanstalt Hartheim, zugeführt und ermordet wurden. Ab 1. Jänner 1942 fungierte Bertha als ärztlicher Leiter der Wiener Jugendfürsorgeanstalt Am Spiegelgrund, zu der auch eine sogenannte Kinderfachabteilung gehörte.
Bertha nutzte die Patientenmorde auch für sein „wissenschaftliches“ Fortkommen: Den Aussagen des Hartheimer Tötungsarztes Georg Renno zufolge interessierte sich Bertha besonders für die Gehirne dementer Epileptiker. Kamen Kranke mit der passenden Diagnose in Hartheim an, entnahm man ihnen die Gehirne und bewahrte sie für Bertha auf, der einige Male persönlich in die Anstalt kam, um diese abzuholen.
Mit der Ernennung des überzeugten Nationalsozialisten kam es zu einer qualitativen Veränderung der in Steinhof seit Ende 1941 in der Aktion Brandt betriebenen „Wilden Euthanasie“, im Rahmen derer Patienten direkt in Pflegeanstalten von Ärzten mit Nahrungsmittelentzug oder mit Medikamenten ermordet wurden. In der Pflegeanstalt Steinhof kam es zu einem explosionsartigen Anstieg der Todesopfer. Bertha beteiligte sich auch an Diskussionen der führenden Psychiater während der Zeit des Nationalsozialismus zum Thema Euthanasie. Manche Wissenschaftler gehen daher davon aus, dass Bertha zusammen mit Rudolf Lonauer zu den Hauptorganisatoren der „Aktion T4“ in Österreich zählt.

## Nachkriegszeit
Bertha wurde für seine Beteiligung am nationalsozialistischen Massenmord nie verurteilt oder bestraft. Nicht einmal ein Verfahren wurde gegen ihn eingeleitet, im Volksgerichtsverfahren 1948 wurde er freigesprochen, obwohl diesem belastende Dokumente (z. B. Karteikarten) vorlagen.
1945 wurde Bertha zum außerplanmäßigen Professor der Universität Graz ernannt, seine Lehrbefugnis erhielt er im Jahr 1953 zurück, drei Jahre später wurde er zum Titularextraordinarius. 1960 ernannte man ihn zum außerordentlichen und 1962 zum ordentlichen Professor. Von 1960 bis 1964 leitete er die Grazer Nervenklinik.
Im Jahr 1960 gründete Bertha die „Salzburger Arbeitsgemeinschaft für Hirndurchblutungsstörungen“, aus der die „Salzburger Konferenzen“ resultierten, die ab 1962 alle zwei Jahre stattfanden. Beim ersten Kongressband (Der Hirnkreislauf in Forschung und Klinik; Kongressband des I. Internationalen Salzburger Symposions 1962. ohne Ortsangabe, ohne Verlagsangabe, 1962) trat Bertha an der Universität Graz noch neben seinen Kollegen Helmut Lechner und Otto Eichhorn als Herausgeber auf. Nach dem Tod Berthas im Jahr 1964 organisierten die beiden die Kongresse und agierten als Herausgeber der Kongressberichte.
Bertha gilt auch als einer der Gründungsväter der seit 1961 in Pula (Kroatien) stattfindenden Neuro-Psychiatrie-Konferenzen („International Neuropsychiatric Pula Symposia“, seit 2005: „International Neuropsychiatric Pula Congresses“). Vom „Kuratorium der neuropsychiatrischen Symposien“ wurde sogar eine eigene Münze herausgegeben, die man offenbar ab der 5. Teilnahme an diesen Konferenzen erhielt. Auf der Münze ist das Gesicht Berthas zu sehen.
Sein Sohn Götz Bertha war auch ao. Universitätsprofessor für Psychiatrie an der Grazer Universitätsklinik.

## Veröffentlichungen
- Hans Bertha (Hrsg.): Naturwissenschaft und Zivilisation. Bericht über die Kärntner Hochschulwochen an der Karl-Franzens-Universität in Graz 1956., Graz 1957.
- Hans Bertha, Otto Eichhorn, Helmut Lechner (Hrsg.): Der Hirnkreislauf in Forschung und Klinik. Kongreßband des 1. Internat. Salzburger Symposions 1962, Graz 1963.